# Super Columbine Massacre RPG!

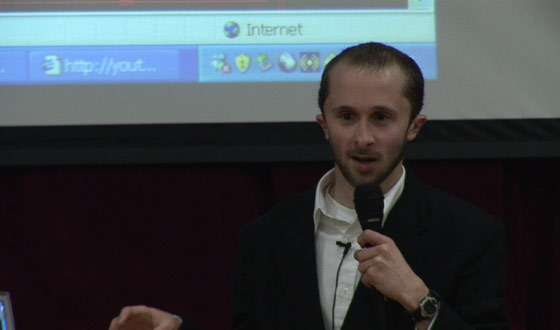
Danny Ledonne - twórca gry

Super Columbine Massacre RPG! – kontrowersyjna fabularna gra komputerowa oparta na prawdziwych wydarzeniach w Columbine High School, widzianych oczami sprawców masakry. Gra została stworzona w 2005 roku przez amerykańskiego reżysera Danny'ego Ledonne przy wykorzystaniu programu RPG Maker 2000 i wydana w szóstą rocznicę masakry. Grę można za darmo pobrać z oficjalnej strony. Na stronie tej dostępne jest również oświadczenie artysty dotyczące przyczyn wydania gry.
Gra wzbudziła kontrowersje w USA. Przeciwko takiej formie ujęcia wydarzeń protestowały m.in. rodziny ofiar. Gra została potępiona również przez mainstreamowe media. W opublikowanym w 2006 roku rankingu dziesięciu najgorszych gier wszech czasów amerykańskiej edycji magazynu PC World gra zajęła drugą lokatę.

## Forum
W 2006 roku zostało uruchomione oficjalne forum poświęcone grze – SCMRPG Discussion Forum, które później przeistoczyło się w forum poświęcone samej masakrze w Columbine. Kilka lat później forum zmieniło swoją nazwę na Shocked Beyond Belief (od słów Erica Harrisa, jednego ze sprawców masakry, wypowiedzianych na nagraniach pozostawionych przed masakrą) i stało się w całości poświęcone masakrze w Columbine. W 2012 roku forum zostało zamknięte z powodów zaprzestania hostowania strony przez Danny'ego Ledonne'a, który początkowo (przez pierwsze lata istnienia strony) był także jego administratorem, później był jedynie hostującym stronę. Reaktywowane zostało w marcu 2013 roku przez użytkowniczkę posługującą się pseudonimem Jenn, która od tamtej pory jest główną administratorką i osobą hostującą stronę i jej oficjalny kanał na Discordzie.
Z forum korzystało 4 naśladowców Columbine – Adam Lanza (sprawca strzelaniny w szkole w Newtown, znany na forum jako Smiggles), Randy Stair (sprawca strzelaniny w supermarkecie w Eaton Township, znany na forum jako EGSAndrew), William Atchison (sprawca strzelaniny w Aztec, znany na forum jako FIBAgent) i Hayden Jagst (który w 2021 roku zastrzelił swojego ojca i chciał dokonać masakry, ale został zatrzymany; znany był na forum jako Carnifex879).